# TIPIN
TIPIN‏ (TIMELESS interacting protein) هوَ بروتين يُشَفر بواسطة جين TIPIN في الإنسان.